# Jakowlew Jak-18
Die Jakowlew Jak-18 (russisch Яковлев Як-18) ist ein sowjetisches zweisitziges Schulflugzeug.

## Geschichte
Bereits 1943 wurden Tests mit einer modifizierten UT-2 (UT-2MW), deren Nachfolger die Jak-18 werden sollte, durchgeführt. Im Gegensatz zur UT-2 verfügte die Jak-18 über ein einziehbares Fahrwerk und Landeklappen. Die UT-2L (auch Ja-19) wurde 1945/46 erprobt und kann als Ausgangsmuster der Jak-18 angesehen werden. Die staatliche Flugerprobung wurde 1947 abgeschlossen und kurz darauf begann die Serienproduktion der noch mit einem Spornradfahrwerk ausgestatteten ersten Ausführung im staatlichen Flugzeugwerk Nr. 116 in Arsenjew, wo auch die meisten Jak-18 in der Sowjetunion hergestellt wurden; lediglich 8 % wurden im Werk Nr. 135 in Charkiw gebaut.
Die Jak-18-Versionen erhielten den NATO-Codenamen „Max“.

## Versionen

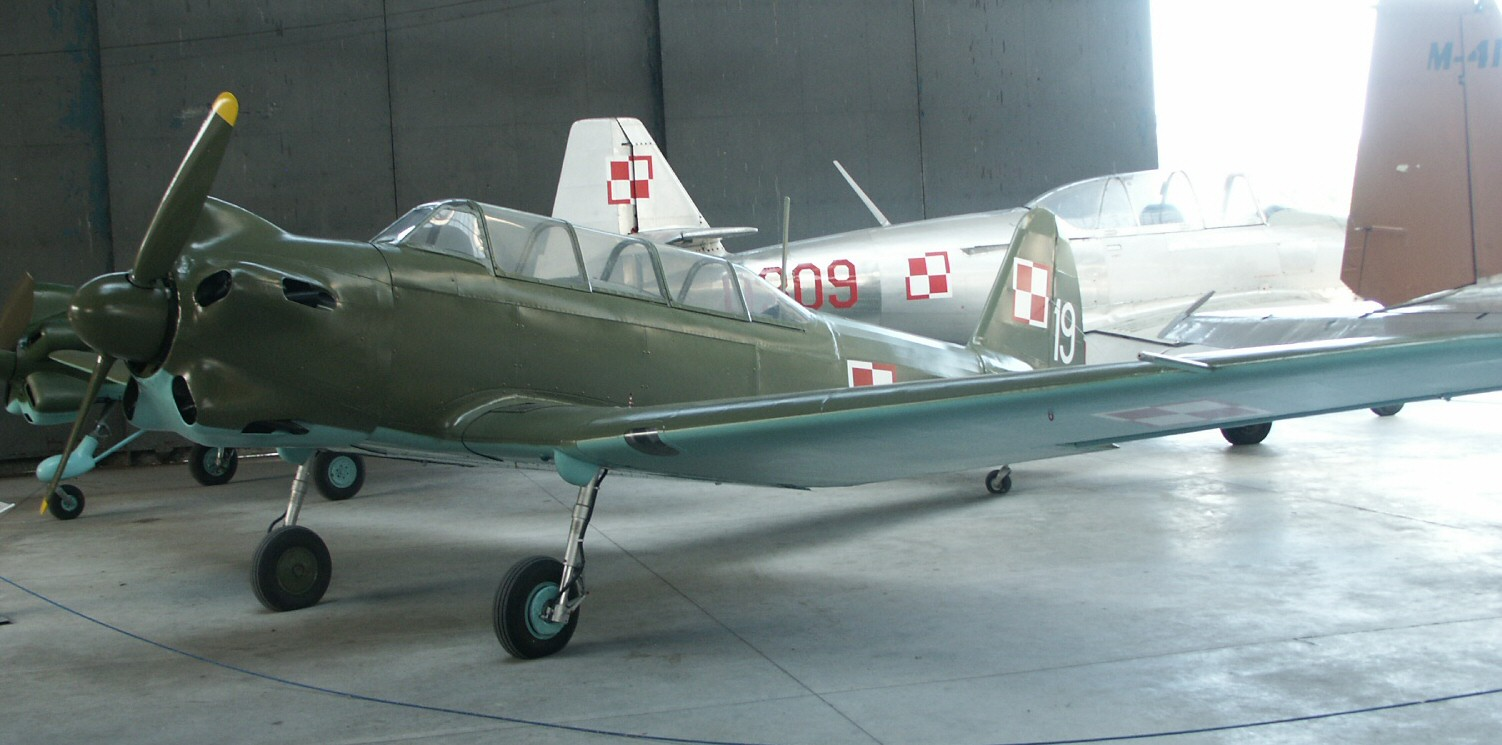
Erste Version mit Spornrad und M-11-Motor
(Polnisches Luftfahrtmuseum)

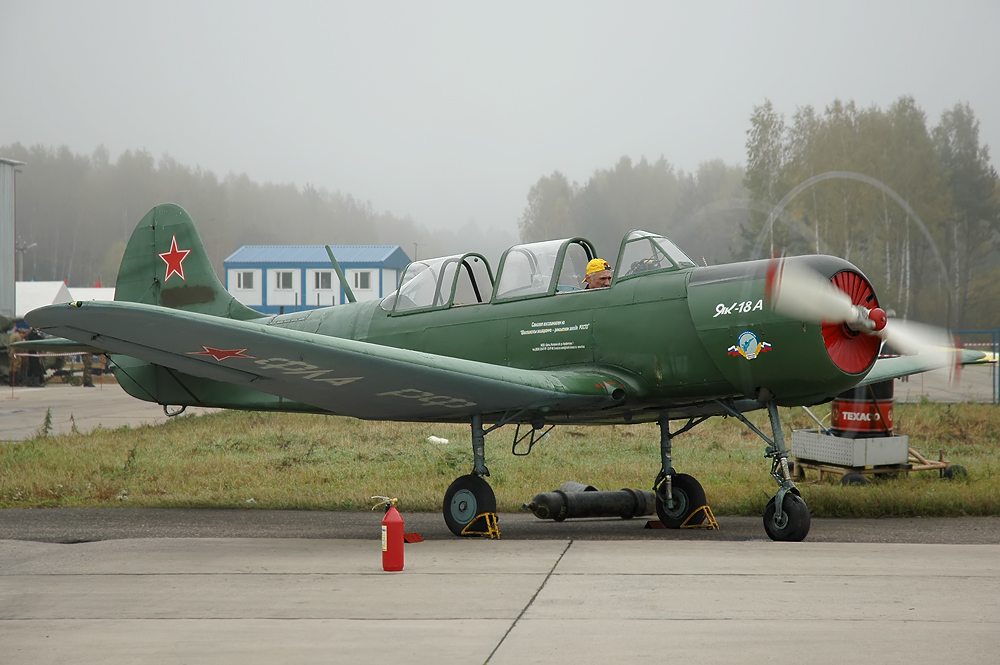
Jak-18A mit Bugrad

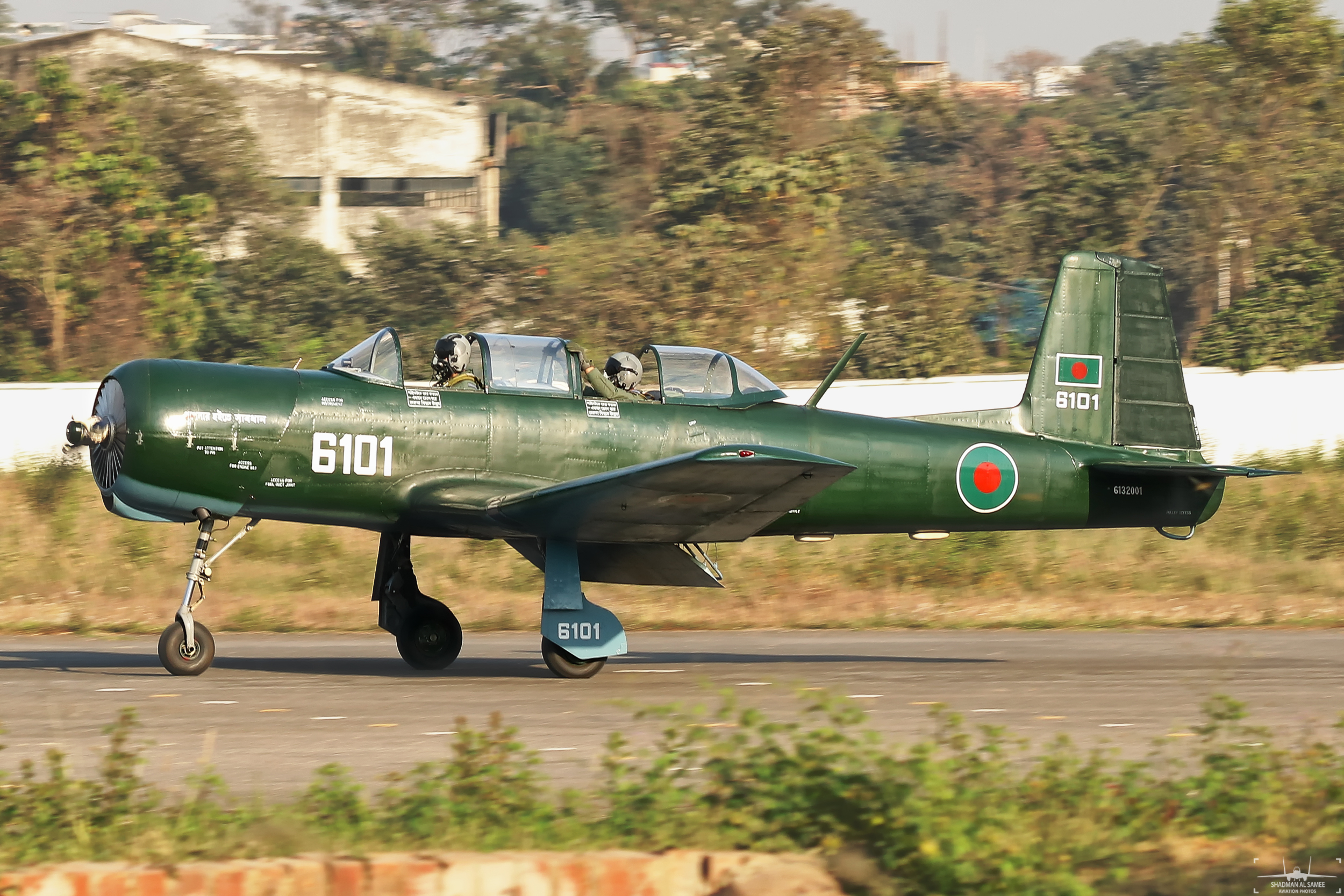
Nanchang CJ-6 der bangladeschischen Luftwaffe

- Jak-18 – Erste Serienversion aus dem Jahre 1947 mit einem 160 PS starken M-11FR-Sternmotor. Serienbau von 1947 bis 1953 im staatlichen Flugzeugwerk Charkiw.
- Jak-18U – Zweite Serienversion, ab 1954/55 in Serie gebaut. Sie besaß ein Bugradfahrwerk und einen verlängerten Rumpf. Von der Jak-18 und Jak-18U wurden 5680 Stück hergestellt.
- Jak-18A (auch Jak-20) – Ab 1957 wurde die Jak-18A erprobt. Sie war die erste Version mit dem 260 PS starken Sternmotor Iwtschenko AI-14R und Verstell-Luftschraube (W-530-Reihe). Bis zum Ende der Produktion 1967 wurden 950 Exemplare produziert.
- Jak-18P – Mit der Jak-18P entstand 1960 ein voll kunstflugfähiger einsitziger Anfangstrainer.
- Jak-18PM – Die Jak-18PM war eine weitgehend überarbeitete einsitzige Kunstflugversion. Das Cockpit wurde nach hinten versetzt, die V-Stellung der Tragflächen verringert und die Querruder vergrößert. Sie gehörte in den 1960er-Jahren zu den beliebtesten Flugzeugen für Flugakrobatik. Als Triebwerk wurde das ca. 300 PS Startleistung abgebende AI-14RF verwendet.
- Jak-18PS – Die Zelle entspricht weitgehend der Jak-18PM, wurde jedoch mit einem Heckfahrwerk ausgerüstet. Das Hauptfahrwerk war einziehbar.
- Jak-18T – Die Kabine der Jak-18T wurde komplett überarbeitet. In ihr saßen der Pilot und ein Fluggast nebeneinander und zwei weitere Fluggäste auf dem Rücksitz. Sie flog erstmals 1967 und wurde im selben Jahr auf dem Aérosalon in Le Bourget erstmals vorgestellt. Die Fertigungsaufnahme zog sich bis 1973 hin. Nach Einstellung der Produktion 1982 wurden 1993/94 bei Technoavia nochmals etwa 50 Stück gebaut.[2] Die viersitzige Jak-18T wird vor allem in Osteuropa unter anderem als Trainingsflugzeug, leichter Transporter und für die Kontrolle von Pipelines eingesetzt. Ursprünglich war der Verwendungszweck, als Anfangstrainer für Flugschüler der Aeroflot zu fungieren. Die damals untypische Verwendung von Steuerhörnern zeigt ein damaliges Erfordernis für diesen Zweck. Die Jak-18T ist kunstflug- und IFR-tauglich, angetrieben ebenfalls von einem AI-14RF.
- Nanchang CJ-5 – chinesische Lizenzbauten.
- Nanchang CJ-6 – chinesische Weiterentwicklung der CJ-5, ab 1962. Zu einem nicht unerheblichen Teil neu konstruiert, äußerliche Unterschiede sind das vollständig und nach innen einziehende Hauptfahrwerk sowie die geraden Kanten des Leitwerks. Als Antrieb diente ein chinesischer Lizenzbau des M-14, der Huosai 6A (HS-6A). Modelle ab 1965 erhielten eine verbesserte Version dieses Motors und die Bezeichnung „CJ-6A“. Eine in geringer Stückzahl gebaute leichtbewaffnete Variante erhielt die Bezeichnung „CJ-6B“. Insgesamt wurden über 2000 CJ-6 gebaut und etwa 200 exportiert.[3]

## Produktion
Bis zur Einstellung der Produktion der „alten“ Versionen (bis Jak-18PM/PS) Ende 1971 wurden 6760 Jak-18 gebaut; zusammen mit der Jak-18T stieg die Produktion auf etwa 8000 Maschinen. Ungarn produzierte die Jak-18 ab 1956 in Lizenz. Die gesamte chinesische CJ-5-Produktion betrug von 1954 bis 1958 insgesamt 379 Maschinen. Die Produktion der Jak-18T wurde im Jahre 1993 in geringen Stückzahlen wieder aufgenommen.

## Militärische Nutzer
- Ägypten
- Afghanistan: 14 von 1957 bis 2001

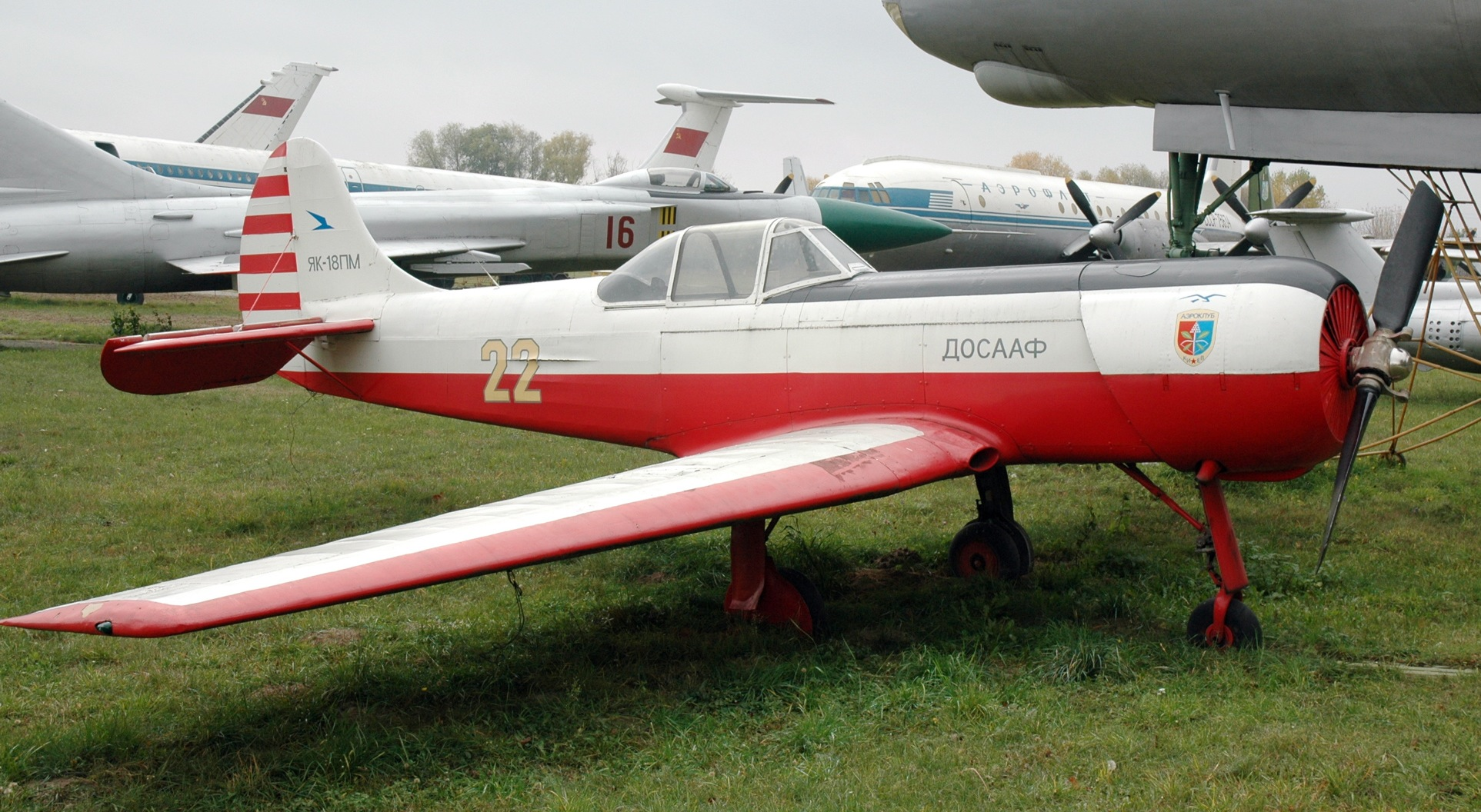
Einsitzige Kunstflugversion Jak-18PM

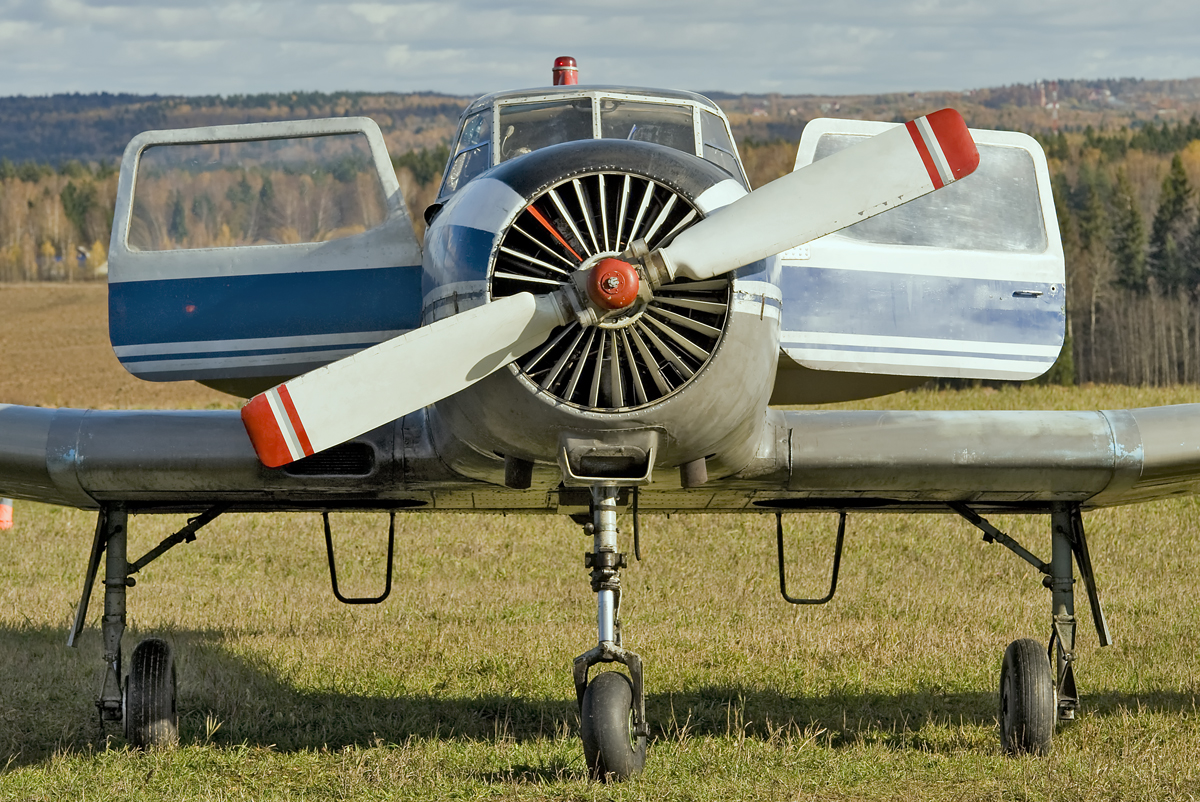
Version Jak-18T mit viersitziger Kabine

- Albanien: 43 inkl. chinesische CJ-5
- Algerien
- Bangladesch
- Bulgarien
- Volksrepublik China: Lizenzbauten als CJ-5
- Deutsche Demokratische Republik: 65 Stück der Urversion Jak-18 sowie Jak-18U flogen von 1952 bis 1972 bei der KVP-Luft, der NVA und der GST[5]
- Guinea
- Irak
- Jemen
- Kambodscha
- Laos
- Mali
- Mongolei
- Nordkorea
- Österreich: 4 von 1955 bis 1965[6]
- Polen
- Rumänien
- Sambia
- Somalia
- Sowjetunion

- Luftstreitkräfte der Sowjetunion
- DOSAAF

- Syrien
- Tschechoslowakei
- Turkmenistan
- Ungarn
- Vietnam

## Technische Daten

Dreiseitenriss

| Kenngröße                          | Jak-18                                                  | Jak-18U                                                 | Jak-18A (Jak-20)                                          | Jak-18P                                                   | Jak-18PM                                                   | Jak-18T                                                    |
| ---------------------------------- | ------------------------------------------------------- | ------------------------------------------------------- | --------------------------------------------------------- | --------------------------------------------------------- | ---------------------------------------------------------- | ---------------------------------------------------------- |
| Konzeption                         | Schul- und Sportflugzeug                                | Schul- und Sportflugzeug                                | Schul- und Sportflugzeug                                  | Kunstflugzeug                                             | Kunstflugzeug                                              | Reiseflugzeug                                              |
| Hersteller                         | Flugzeugwerk Nr. 116 Arsenjew, Werk Nr. 135 Charkiw     | Flugzeugwerk Nr. 116 Arsenjew, Werk Nr. 135 Charkiw     | Flugzeugwerk Nr. 116 Arsenjew, Werk Nr. 135 Charkiw       | Flugzeugwerk Nr. 116 Arsenjew, Werk Nr. 135 Charkiw       | Flugzeugwerk Nr. 116 Arsenjew, Werk Nr. 135 Charkiw        | Flugzeugwerk Nr. 116 Arsenjew, Werk Nr. 135 Charkiw        |
| Baujahre                           | 1947–1953                                               | 1954–1955                                               | 1957–19??                                                 | 1960-19??                                                 | 1966–1971                                                  | 1973–1982 / 1993/94                                        |
| Stückzahl                          | zusammen 5680 (ohne Lizenzbauten)                       | zusammen 5680 (ohne Lizenzbauten)                       | 950                                                       | zusammen 156                                              | zusammen 156                                               | 587 / ≈50                                                  |
| Besatzung                          | 1–2                                                     | 1–2                                                     | 1–2                                                       | 1                                                         | 1                                                          | 1 + 3 Passagiere                                           |
| Länge                              | 8,03 m                                                  | 8,13 m                                                  | 8,18 m                                                    | 8,35 m                                                    | 8,35 m                                                     | 8,35 m                                                     |
| Spannweite                         | 10,60 m                                                 | 10,60 m                                                 | 10,60 m                                                   | 10,60 m                                                   | 10,60 m                                                    | 11,16 m                                                    |
| Höhe                               | 2,18 m                                                  | 2,75 m                                                  | 2,65 m                                                    | 3,35 m                                                    | 3,35 m                                                     | k. A.                                                      |
| Flügelfläche                       | 17,00 m²                                                | 17,00 m²                                                | 17,00 m²                                                  | 17,00 m²                                                  | 16,50 m²                                                   | 18,5 m²                                                    |
| Flügelstreckung                    | 6,6                                                     | 6,6                                                     | 6,6                                                       | 6,6                                                       | 6,8                                                        | 6,7                                                        |
| Flächenbelastung                   | 65,4 kg/m²                                              | 68,6 kg/m²                                              | 75,3 kg/m²                                                | 61,7 kg/m²                                                | k. A.                                                      | 87,5 kg/m²                                                 |
| Leermasse                          | 810 kg                                                  | 880 kg                                                  | 995 kg                                                    | 907 kg                                                    | k. A.                                                      | 1200 kg                                                    |
| Startmasse                         | 1112 kg                                                 | 1166 kg                                                 | 1281 kg                                                   | 1050 kg                                                   | 1100 kg                                                    | 1620 kg                                                    |
| Triebwerk                          | ein luftgekühlter 5-Zylinder-Sternmotor Schwezow M-11FR | ein luftgekühlter 5-Zylinder-Sternmotor Schwezow M-11FR | ein luftgekühlter 9-Zylinder-Sternmotor Iwtschenko AI-14R | ein luftgekühlter 9-Zylinder-Sternmotor Iwtschenko AI-14R | ein luftgekühlter 9-Zylinder-Sternmotor Iwtschenko AI-14RF | ein luftgekühlter 9-Zylinder-Sternmotor Iwtschenko AI-14RF |
| Startleistung                      | 119 kW (162 PS)                                         | 119 kW (162 PS)                                         | 191 kW (260 PS)                                           | 191 kW (260 PS)                                           | 220 kW (299 PS)                                            | 220 kW (299 PS)                                            |
| Kraftstoffvorrat                   | 150 l                                                   | 126 l                                                   | 122 l                                                     | k. A.                                                     | k. A.                                                      | 150 l                                                      |
| Leistungsbelastung                 | 9,3 kg/kW                                               | 9,8 kg/kW                                               | 5,6 kg/kW                                                 | 5,5 kg/kW                                                 | 5,0 kg/kW                                                  | 7,4 kg/kW                                                  |
| Höchstgeschwindigkeit in Bodennähe | 248 km/h                                                | 235 km/h                                                | 254 km/h                                                  | 300 km/h                                                  | 320 km/h                                                   | 300 km/h                                                   |
| Reisegeschwindigkeit               | 155 km/h                                                | 160 km/h                                                | 175 km/h                                                  | 220 km/h                                                  | 265 km/h                                                   | 250 km/h                                                   |
| Landegeschwindigkeit               | 85 km/h                                                 | 103 km/h                                                | 110–115 km/h                                              | 85 km/h                                                   | 90 km/h                                                    | k. A.                                                      |
| Steigleistung                      | 3,5 m/s                                                 | 3,6 m/s                                                 | 5,0 m/s                                                   | 8,5 m/s                                                   | 10,0 m/s                                                   | 5,0 m/s                                                    |
| Dienstgipfelhöhe                   | 4000 m                                                  | 4000 m                                                  | 5000 m                                                    | 5000 m                                                    | 5000 m                                                     | 5000 m                                                     |
| Reichweite                         | 1015 km                                                 | 780 km                                                  | 725 km                                                    | 400 km                                                    | 400 km                                                     | 1000 km                                                    |
| Start-/Landestrecke                | 290 m/250 m                                             | 365 m/345 m                                             | 210 m/260 m                                               | k. A.                                                     | 140 m/130 m                                                | 200 m/200 m                                                |

## Museale Rezeption

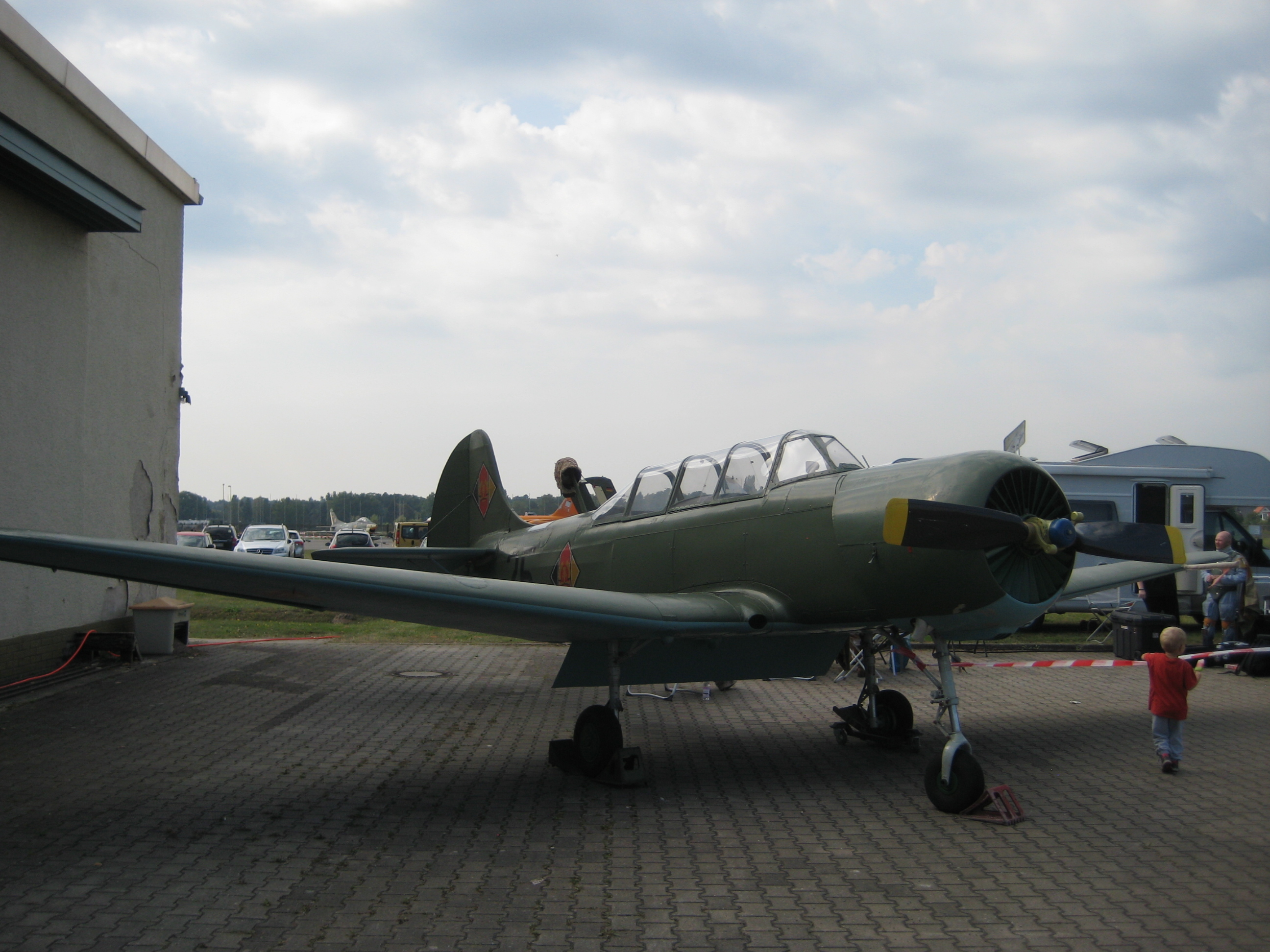
Jak-18A in Berlin-Gatow

- Eine Jakowlew Jak-18 des österreichischen Bundesheeres ist in der Militärluftfahrtausstellung Zeltweg im Hangar 8 des Fliegerhorst Hinterstoisser ausgestellt, einer Außenstelle des Wiener Heeresgeschichtlichen Museums.[11]
- Eine Jak-18A mit der taktischen Nummer 25 (Zivilkennzeichen DM–WGW) befindet sich im Militärhistorischen Museum in Berlin-Gatow.[12]